# Joe-Max Moore
Joseph Max „Joe-Max” Moore (ur. 23 lutego 1971 w Tulsie) – amerykański piłkarz występujący na pozycji napastnika.

## Kariera klubowa
Joe-Max Moore zawodową karierę rozpoczynał w 1994 roku w niemieckim 1. FC Saarbrücken. W debiutanckim sezonie rozegrał dla niego 30 ligowych spotkań i strzelił trzynaście bramek. Razem z zespołem uplasował się na siódmym miejscu w tabeli drugiej ligi. Przez kłopoty finansowe FC Saarbrücken zostało jednak zdegradowane do trzeciej ligi, przez co latem 1995 roku Moore przeniósł się do 1. FC Nürnberg. W nowym klubie od razu wywalczył sobie miejsce w podstawowej jedenastce. W 27 pojedynkach zdobył osiem goli, jednak nie pomógł drużynie w utrzymaniu się w drugiej lidze.
Po zakończeniu ligowych rozgrywek Moore odszedł do New England Revolution, gdzie stworzył duet napastników z Wenezuelczykiem Giovannim Savarese. Od listopada do grudnia 1997 roku Moore przebywał na wypożyczeniu w ekwadorskim zespole Emelec Guayaquil. Po powrocie do New England Revolution o miejsce w składzie musiał rywalizować z takimi zawodnikami jak Savarese, Mozambijczyk Chiquinho Conde oraz Salwadorczyk Raúl Díaz Arce. Łącznie dla ekipy "Revs" amerykański napastnik zaliczył 77 występów, w których 37 razy wpisał się na listę strzelców.
Dobra forma, jaką prezentował podczas rozgrywek 1999 sprawiła, że podpisał 3,5-letni kontrakt z angielskim Evertonem. W pierwszych pięciu meczach dla "The Toffees" Moore strzelił pięć goli, jednak szybko stracił dobrą skuteczność. Z powodu kontuzji kolana Amerykanin w sezonie 2002/2003 był wyłączony z gry. 12 grudnia 2002 roku doszło do rozwiązania jego kontraktu z Evertonem.
W 2003 roku Moore powrócił do New England Revolution. Przez ciągłe problemy z kolanem nie mógł jednak odzyskać formy, jaką prezentował jeszcze kilka lat wcześniej. Rehabilitacja nie przynosiła żadnych efektów, dlatego też 27 stycznia 2005 roku Moore postanowił zakończyć piłkarską karierę.

## Kariera reprezentacyjna
W reprezentacji swojego kraju Moore zadebiutował 3 września 1992 roku w wygranym 2:0 spotkaniu z Kanadą. 5 grudnia 1993 roku podczas zwycięskiego 7:0 meczu z Salwadorem zdobył cztery bramki. W 1994 roku Velibor Milutinović powołał go do 22-osobowej kadry USA na Mistrzostwa Świata. Amerykanie dotarli wówczas do 1/8 finału, w której przegrali 1:0 z późniejszymi triumfatorami mistrzostw - Brazylijczykami. Cztery lata później Moore wystąpił na mundialu we Francji. Amerykanie zajęli ostatnie miejsce w swojej grupie i odpadli z turnieju, a sam Moore wystąpił w dwóch ostatnich pojedynkach.
Ostatnią wielką imprezą w jego karierze były Mistrzostwa Świata 2002. Tym razem Amerykanie zostali wyeliminowani w ćwierćfinale przez Niemców. Przegrany 1:3 mecz rundy grupowej przeciwko Polsce był setnym występem Moore'a w drużynie narodowej. Po mistrzostwach amerykański napastnik zakończył reprezentacyjną karierę. Dla zespołu Stanów Zjednoczonych zdobył łącznie 24 bramki. Więcej trafień na koncie mają tylko Landon Donovan, Eric Wynalda i Brian McBride.